# Alexander von Krobatin

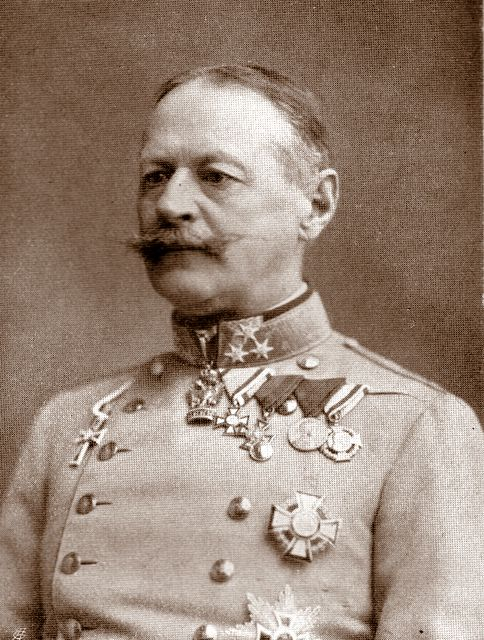
Alexander von Krobatin (1914)

Alexander Krobatin, ab 1881 Ritter von Krobatin, ab 1915 Freiherr von Krobatin, ab 1919 Alexander Krobatin (* 12. September 1849 in Olmütz, Mähren; † 28. Dezember 1933 in Wien), war ein Heerführer der Gemeinsamen Armee, k.u.k. Feldmarschall und Kriegsminister von Österreich-Ungarn.

## Leben

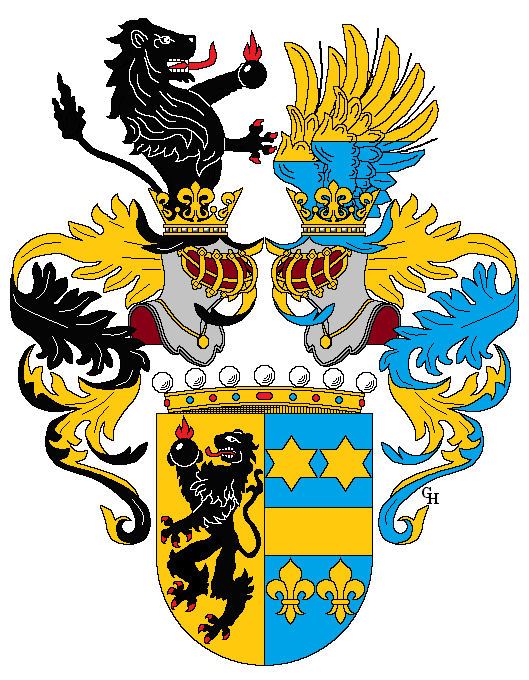
Freiherrenstandswappen Krobatins, 1915

Sein Vater Gregor Krobatin (1807–75) war Oberstleutnant der Artillerie. Auch Alexander Krobatin machte Karriere beim Militär. Der Absolvierung des Kadetteninstitutes in Marburg an der Drau (1861–65) und der Artillerieakademie (1865–69) folgte der Besuch des Höheren Artilleriekurses und der Artillerieschießschule (1871–73). Es folgte 1873 die Zuteilung zum Technischen und administrativen Militärkomitee als Oberleutnant. Er wurde 1877 Chef des chemischen Laboratoriums des Technischen Militärkomitees. 
Am 24. April 1881 wurde er in Wien mit dem Diplom vom 10. Juni 1881 (gemeinsam mit den Brüdern Oberleutnant Friedrich und Hauptmann Alexander sowie den Schwestern Maria und Johanna Krobatin) durch Kaiser Franz Joseph I. in den österreichischen Ritterstand erhoben. 
Am 15. Dezember 1915 folgte (nur für Alexander Ritter von Krobatin) die Erhebung in den österreichischen Freiherrnstand. Am 17. April 1916 genehmigte Franz Joseph I. die Übertragung des Freiherrenstandes, Namens und  Wappens des Alexander Freiherrn von Krobatin auf seinen Neffen, den 1888 in Wien geborenen Alexander Franz Friedrich Krill, der sich danach Freiherr von Krill-Krobatin nennen durfte.

### Kriegsminister
Von 1912 bis zum 10. April 1917 war er k.u.k. Kriegsminister, trat jedoch 1917 infolge einer Affäre im Zusammenhang mit Heereslieferungen von seinem politischen Amt zurück. Sein Nachfolger im Ministeramt war Generaloberst Rudolf Freiherr Stöger-Steiner von Steinstätten.

Beim Ministerrat für gemeinsame Angelegenheiten vom 7. Jänner 1916 machte sich der Kriegsminister Illusionen über die Möglichkeit einer Niederwerfung Englands, durch eine deutsche Landung und deutsche Luftschiffe. 

„Wenn Serbien nicht von der Landkarte gestrichen werde, wäre die Monarchie in 10 bis 20 Jahren in einer ähnlichen Situation wie 1914. Serbien sei nicht mit Belgien zu vergleichen, es sei ein armseliges Land, seiner Auffassung nach müsste der ganze noch zurückbleibende Teil Serbiens an Ungarn geschlagen und in 4 Komitate geteilt werden. Die eineinhalb Millionen Serben, um die es sich handle, könnten einem so lebenskräftigen Staatswesen wie Ungarn unmöglich gefährlich werden.“

Die Ansiedlungsfrage hielt Krobatin für sehr wichtig und sah in der Ansiedlung staatstreuer Kolonisten ein sehr geeignetes Mittel, um die serbische Gefahr zu verringern. Auch für ihn war die Gefahr eines selbständigen Serbiens viel größer. Ein verkleinertes, vom Meere abgeschnittenes Montenegro könne auch seiner Meinung nach nicht gefährlich werden. In die verwirrenden albanischen Verhältnisse zeigte der Kriegsminister wenig Einblick. Die Angliederung Polens betrachtete er eher als Schwächung, denn als Stärkung der Monarchie. Auch Deutschland würde nicht zustimmen, weshalb man sich mit einer Teilung abfinden müsse, denn ein selbständiges Polen würde ganz unter deutschem Einfluss stehen.

### Armeekommandant
Am 8. April 1917 wurde Krobatin als Minister entlassen und zum Kommandanten der  k.u.k. 10. Armee an der Isonzofront ernannt. Nach einer Neuorganisation der Armee war er in der Zwölften Isonzoschlacht erfolgreich. Am 5. November 1917 wurde Generaloberst von Krobatin zum Feldmarschall ernannt. Bei der Junioffensive 1918 schlug der Angriff seiner Armee allerdings fehl.  Krobatin vertrat Erzherzog Joseph vom 26. Oktober 1918 bis Kriegsende als Befehlshaber der HeeresgruppeTirol. Nach Wien zurückgekehrt, erfolgte am 1. Dezember 1918 die Pensionierung. Er lebte bis zu seinem Tod 1933 zurückgezogen in Wien. Er wurde am Wiener Zentralfriedhof bestattet.
Nach ihm benannt ist die Krobatinkaserne in St. Johann im Pongau.